# Затворено четене
Затворено четене (на английски: close reading) описва в литературната критика внимателното, последователно интерпретиране на текст или кратък пасаж от текст, с фокусиране на вниманието на четящия / литературния критик върху текста сам по себе си, извън контекстуалните параметри на времето на неговото създаване или биография на автора и прочее. Такъв тип четене произхожда от разбирането, че "литературното произведение е самостоятелен в себе си свят, или по-модерно казано, затворена структура (geschlossene struktur)" (Никола Георгиев )